# Pterotes obscuratus
Pterotes obscuratus är en fjärilsart som beskrevs av Van Eecke 1929. Pterotes obscuratus ingår i släktet Pterotes och familjen tandspinnare. Inga underarter finns listade.